# Nestani
Nestani  este un oraș în Grecia în Prefectura Arcadia.